# KT Lupi
KT Lupi är en dubbelstjärna belägen i den mellersta delen av stjärnbilden Vargen. Den har en kombinerad skenbar magnitud av ca 4,55 och är svagt synlig för blotta ögat där ljusföroreningar ej förekommer. Baserat på parallaxmätning inom Hipparcosuppdraget på ca 7,62 mas beräknas den befinna sig på ett avstånd av ca 430 ljusår (ca 131 parsec) från solen. Den rör sig bort från solen med en heliocentrisk radialhastighet av ca 6,5 km/s. Stjärnan ingår i övre Centaurus-Lupus-undergruppen av Scorpius-Centaurus-föreningen.

## Egenskaper

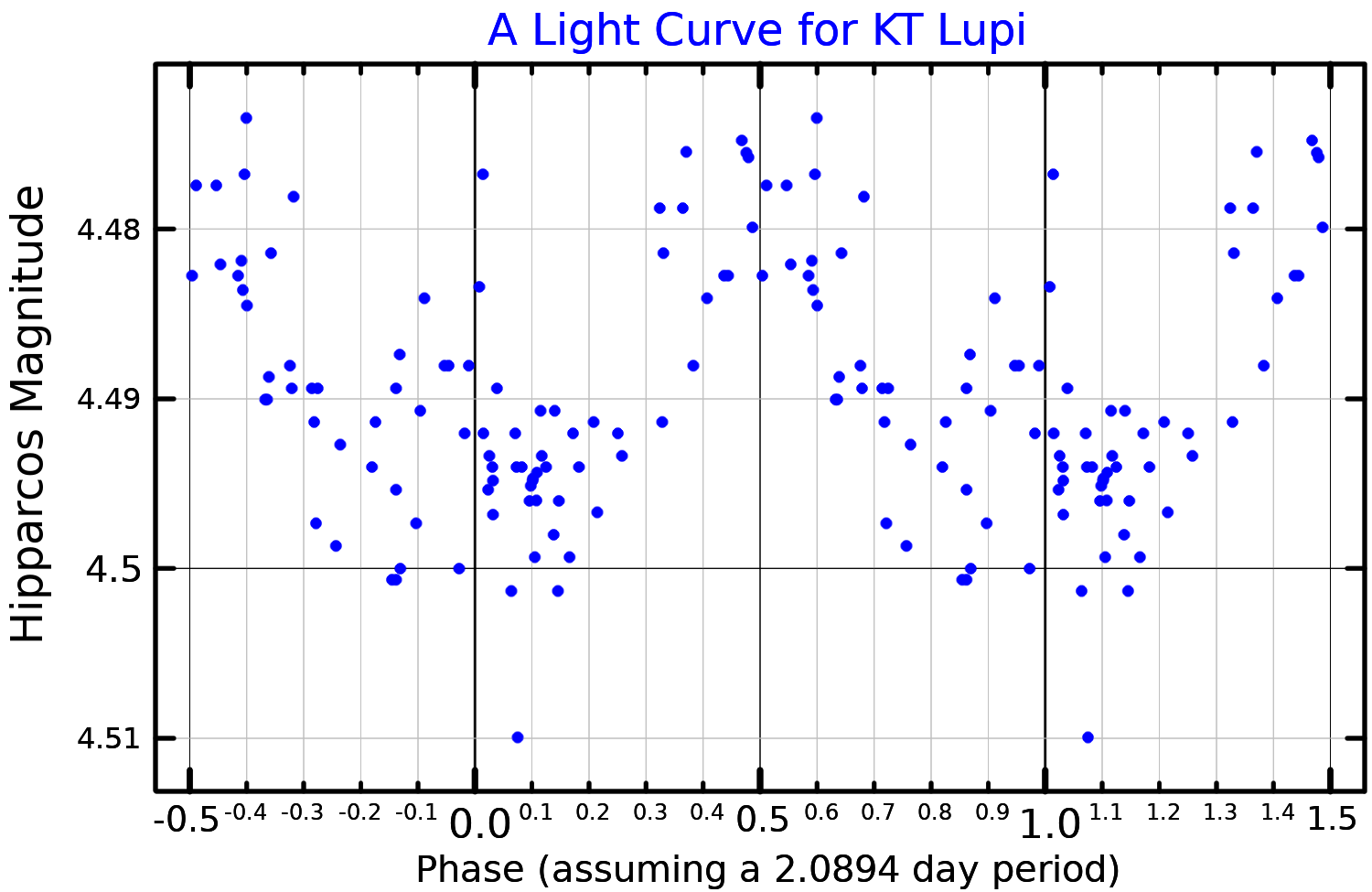
Ljuskurva för KT Lupi, plottad från Hipparcos-data.

Primärstjärnan KT Lupi A är en ung blå till vit stjärna i huvudserien av spektralklass B3 V och är en variabel Be-stjärna, där variationen moduleras genom rotation. Hiltner et al. (1969) gav den dock spektralklass av B3 IVp, som fortfarande används i vissa studier. Den är en heliumsvag, kemiskt ovanlig stjärna, som har ett förstärkt kiselband nära ekvatorn och en kiselsvag region nära polerna. Den har en massa av ca 6 solmassor, en radie av ca 3 solradier och utsänder energi från dess fotosfär motsvarande ca 790 gånger solen vid en effektiv temperatur av ca 18&nbs;400 K.
Följeslagaren, KT Lupi B, är en stjärna av magnituden 6,62 och spektralklass B6 V. Den har en massa av ca 2,8 solmassor. År 1983 hade paret en vinkelseparation på 2,19 ± 0,03 bågsekunder.